# فيل شارب (ربان)
فيل شارب (بالإنجليزية: Phil Sharp)‏ هو ربان ‏ بريطاني، ولد في 11 مايو 1981 في جيرزي.

## وصلات خارجية
- الموقع الرسمي
- فيل شارب على موقع الاتحاد الدولي للملاحة الشراعية (موقع جديد) (الإنجليزية)
- فيل شارب على موقع الاتحاد الدولي للملاحة الشراعية (موقع قديم) (الإنجليزية)